# Налогообложение Украины
Налоговая система Украины или Налогообложение Украины — система налогообложения Украины. Контроль над данной системой осуществляет Государственная налоговая служба Украины и Министерство финансов Украины. С 1991—2010 год основным налоговым законом был «Закон о системе налогообложения». принятый Верховной Радой Украины 25 июня 1991 года. С 2010 года действует Налоговый кодекс Украины.

## Налоговая система
В Украине существуют общегосударственные и местные налоги и сборы.
К общегосударственным относятся:
- налог на прибыль предприятий (18% от дохода);
- налог на доходы физических лиц;
- налог на добавленную стоимость;
- акцизный налог (налог на продукцию устанавливается 212 — 233 ст. НКУ);
- экологический налог (гривневая ставка уплаты за 1 килограмм выброшенных в атмосферу химикатов);
- рентная плата (налог за использование природных ресурсов, ст. 251 НКУ);
- пошлина (в случаи ввоза посылки из-за границы стоимостью менее 150 евро, такая операция освобождается от пошлины. Если же лимит превышает более 150 евро, то пошлина составляет 30%: таможенная - 10, налог - 20%);
- земельный налог (объектами налогообложения является земельные участки и земельные доли (паи) во владении. Для земель общего пользования не более 1%, для сельскохозяйственных угодий не менее 0,3 и не более 1%, для лесных земель не более 0,1 от их нормативной денежной стоимости. Пенсионеры, инвалиды 1, 2 группы, лица воспитавшие 3 и более детей до 18 лет, лица пострадавшие в результате Чернобыльской катастрофы, лица отдавшие землю в аренду лицу — плательщику налога четвёртой группы освобождаются от налога)
- фиксированный сельскохозяйственный налог (особый налог на производителей сельскохозяйственной продукции, они (лица) избавляются от уплаты некоторых налогов)
- военный сбор (1,5% от общей заработной платы)

К местным налогам относятся:
- налог на имущество (не может превышать 1,5% на 1 кв. метр);
- единый налог (20% от общей заработной платы).

К местным сборам относятся:
- сбор за места для парковки транспортных средств (учитывается местонахождение транспортного средства, от 0,03 — 0,15% от общей заработной платы за 1 кв. метр);
- туристический сбор (устанавливается в 268 ст. НКУ, имеется ряд лиц, установленные соответствующим законодательством, которые освобождаются от налога).
- налог на недвижимое имущество, отличимое от земельного участка (плательщики: физические лица - владельцы нежилой недвижимости, юридические лица – владельцы жилой и / или нежилой недвижимости. Устанавливается законодательством).

Также существует упрощённая система налогообложения, учёта и отчётности для субъектов малого предпринимательства.

### Упрощенная налоговая система
В Украине наряду с общей системой налогообложения, действует упрощенная система налогообложения, учета и отчетности.
Упрощенная система налогообложения, учета и отчетности - особый механизм взимания налогов и сборов, устанавливающий замену уплаты отдельных налогов и сборов, на уплату единого налога в порядке и на условиях, определенных Налоговым кодексом Украины, с одновременным ведением упрощенного учета и отчетности.
Юридическое лицо или физическое лицо - предприниматель может самостоятельно избрать упрощенную систему налогообложения, если такое лицо соответствует требованиям, установленным Налоговым кодексом, и регистрируется плательщиком единого налога.
Плательщики единого налога освобождаются от обязанности начисления, уплаты и представления налоговой отчетности по таким налогам и сборам:
- налог на прибыль предприятий;
- налог на доходы физических лиц в части доходов (объекта налогообложения), полученных в результате хозяйственной деятельности плательщика единого налога первой - четвертой группы (физического лица) и обложенных единым налогом;
- налога на добавленную стоимость по операциям по поставке товаров, работ и услуг, место поставки которых находится на таможенной территории Украины, кроме налога на добавленную стоимость, уплачиваемого физическими лицами и юридическими лицами, избравшими ставку единого налога, определенную подпунктом 1 пункта 293.3 статьи 293 НКУ (3% +НДС[a]), а также уплачиваемого плательщиками единого налога четвертой группы;
- налога на имущество (в части земельного налога), кроме земельного налога за земельные участки, которые не используются плательщиками единого налога первой - третьей групп для осуществления хозяйственной деятельности и плательщиками единого налога четвертой группы для ведения сельскохозяйственного товарного производства;
- рентной платы за специальное использование воды плательщиками единого налога четвертой группы.

## Налог на доходы физических лиц
С 2011 года ставка на налог физических лиц определяется IV-м разделе Налогового кодекса Украины. В 2016 года налог на доходы для физических лиц стал составлять 18 %, за редкими исключениями, такими как:
- стоимость путёвок на отдых, оздоровительное лечение на территории Украины для гражданина, членов его семьи первого родства, а также инвалидов, выдаваемых работодателем — 0 %(не облагается*); подарки (а также призы победителям и призёрам спортивных соревнований), если их стоимость не превышает 25 % минимальной зарплаты, за исключением денежных выплат в любой сумме, составляет — 0 %;
- дивиденды, начисленные в виде акций (частей, паёв), эмитированных юрлицом-резидентом, при условии, что такое начисление не изменяет частей участия всех акционеров (владельцев) в уставном фонде эмитента, и в результате которого увеличивается уставный фонд эмитента на совокупную стоимость начисленных дивидендов, — 0 %;
- дивиденды по акциям и/или инвестиционным сертификатам и корпоративным правам, начисленные нерезидентами, институтами совместного инвестирования, а также субъектами хозяйствования — неплательщиками налога на прибыль, — 9 %;
- Дивиденды по акциям и корпоративным правам, начисленные резидентами — плательщиками налога на прибыль предприятий (кроме доходов по акциям и/или инвестиционным сертификатам, выплачиваемых институтами совместного инвестирования), — 5 %;
- доход от продажи (обмена) не чаще, чем один раз в течение отчётного года жилого дома, квартиры или их части, комнаты, садового (дачного) дома, а также земельного участка или объекта незавершённого строительства, и при условии пребывания такого имущества в собственности плательщика налога свыше 3 лет, составляет — 0 %;
- доход от продажи в течение отчётного года более чем одного из объектов недвижимости, указанных в п. 172.1, а также доход от продажи объекта недвижимости, не отмеченного в п.172.1(подробнее в НКУ), составляет — 5 %;
- доход от продажи (обмена) объекта движимого имущества, — 5 %;
- доход от продажи (обмена) в течение отчётного года одного из объектов движимого имущества (легкового автомобиля, мотоцикла, мопеда), не подлежит налогообложению, — 0 %;
- доход от продажи (обмена) в течение отчётного года второго объекта движимого имущества (легкового автомобиля, мотоцикла, мопеда), подлежит налогообложению, — 0 %;
- доход в виде собственности, которая наследуется членами семьи первой степени родства, стоимость собственности, отмеченной в пп. «а», «б», «г» п.174.1 НКУ, наследуемой инвалидом I группы, либо имеет статус ребёнка-сироты или ребёнка, лишённого родительской заботы, а также стоимость собственности, отмеченной в пп. «а», «б» п.174.1 НКУ, наследуемой ребёнком-инвалидом, Денежные сбережения, помещённые до 02.01.1992 в учреждения Сбербанка СССР и государственного страхования СССР, действовавших на территории Украины, либо в государственные ценные бумаги, и денежные сбережения граждан Украины, помещённые в учреждения Ощадбанка Украины и бывшего Укргосстраха в течение 1992—1994 гг., погашение которых не состоялось, — 0 %;
- доход в виде стоимость любого объекта наследства, полученного наследниками, которые не являются членами семьи наследодателя первой степени родства, — 5 %;

#### Комментарии
1. ↑  Налог на добавленную стоимость.